# Octonoba grandiconcava
Octonoba grandiconcava är en spindelart som beskrevs av Yoshida 1981. Octonoba grandiconcava ingår i släktet Octonoba och familjen krusnätsspindlar. Inga underarter finns listade i Catalogue of Life.